# Jan Doktór
Jan Doktór (ur. 3 maja 1952 w Warszawie) – polski historyk, pracownik naukowy Żydowskiego Instytutu Historycznego. W okresie PRL także dziennikarz w prasie drugiego obiegu.

## Życiorys
Ukończył studia w Szkole Głównej Planowania i Statystyki w Warszawie, po których pracował jako terapeuta i tłumacz. W stanie wojennym współpracował z opozycyjnym „Tygodnikiem Wojennym”, był członkiem jednej z jego tzw. redakcji zastępczych, powstałych na wypadek aresztowania głównej redakcji. Redagował wraz ze Stanisławą Domagalską numery 90–100 pisma (lipiec-grudzień 1984). Od listopada 1984 do 1990 był również członkiem redakcji drugoobiegowego tygodnika „Przegląd Wiadomości Agencyjnych”.
W 1990 w Instytucie Filozofii i Socjologii Polskiej Akademii Nauk uzyskał stopień doktora w zakresie nauk humanistycznych na podstawie rozprawy Mesjańska doktryna Jakuba Franka jako reakcja na kryzys religijnej tradycji osiemnastowiecznego żydostwa polskiego. W 1999 na Wydziale Historycznym Uniwersytetu Warszawskiego otrzymał stopień doktora habilitowanego nauk humanistycznych w zakresie historii w oparciu o pracę Śladami Mesjasza-Apostaty. Żydowskie ruchy mesjańskie w XVIII wieku a problem konwersji.
W latach 1992–1993 prowadził wykłady na temat mesjanizmu na Uniwersytecie w Hamburgu. Był dwukrotnym stypendystą Herzog August Bibliothek w Wolfenbüttel. Od 1996 związany zawodowo z Żydowskim Instytutem Historycznym. Był członkiem rady naukowej tej jednostki. Jest redaktorem naczelnym „Kwartalnika Historii Żydów”. W pracy naukowej zajął się mesjanizmem żydowskim, mistyką żydowską, chasydyzmem, frankizmem oraz chrześcijańskimi misjami wśród Żydów w XVIII wieku.
Jego bratem był religioznawca Tadeusz Doktór.

## Odznaczenia i wyróżnienia
W 2011 prezydent Bronisław Komorowski odznaczył go Krzyżem Kawalerskim Orderu Odrodzenia Polski. W 2018 otrzymał Krzyż Wolności i Solidarności, a w 2023 Medal Stulecia Odzyskanej Niepodległości.
W 2024 został wyróżniony Nagrodą Klio III stopnia w kategorii autorskiej za książkę Jakub Frank i jego mesjańska droga.

## Wybrane publikacje
- Jakub Frank i jego nauka na tle kryzysu religijnej tradycji osiemnastowiecznego żydostwa polskiego, IFiS PAN, Warszawa 1991.
- Księga słów Pańskich. Ezoteryczne wykłady Jakuba Franka, tom 1–2, Semper, Warszawa 1997.
- Śladami mesjasza-apostaty; żydowskie ruchy mesjańskie w XVII i XVIII wieku a problem konwersji, Leopoldinum, Warszawa 1998.
- W poszukiwaniu żydowskich kryptochrześcijan. Dzienniki ewangelickich misjonarzy z ich wędrówek po Rzeczypospolitej w latach 1730–1747, Tikkun, Warszawa 1999.
- Początki chasydyzmu polskiego, Wyd. Uniwersytetu Wrocławskiego, Wrocław 2004.
- Jakub Frank i jego mesjańska droga, Żydowski Instytut Historyczny, Warszawa 2023.